# ورچین (صربستان)
ورچین (به صربی: Vrčin) یک منطقهٔ مسکونی در صربستان است که در گروتسکا واقع شده‌است. ورچین ۹٬۰۸۸ نفر جمعیت دارد.